# Rodelen op de Olympische Winterspelen 2018 - Vrouwen
De rodelwedstrijd voor vrouwen tijdens de Olympische Winterspelen 2018 vond plaats op 12 en 13 februari op de bobslee-, rodel- en skeletonbaan van het Alpensia Sliding Centre in Pyeongchang, Zuid-Korea.
Regerend olympisch kampioene was de Duitse Natalie Geisenberger, die de titel op deze editie prolongeerde. Op het erepodium werd ze geflankeerd door haar landgenote Dajana Eitberger op plaats twee en op plaats drie de Canadese Alex Gough, die de eerste olympische medaille voor haar land in het rodelen, veroverde.

## Tijdschema
| Datum       | Lokale tijd | MET   | Afdaling     |
| ----------- | ----------- | ----- | ------------ |
| 12 februari | 19:50       | 11:50 | 1e en 2e run |
| 13 februari | 19:30       | 11:30 | 3e en 4e run |

## Uitslag
| #      | Olympiër               | Land                           | Totaal   | Run 1       | Run 2       | Run 3       | Run 4       |
| ------ | ---------------------- | ------------------------------ | -------- | ----------- | ----------- | ----------- | ----------- |
| Goud   | Natalie Geisenberger   | Duitsland                      | 3.05,232 | 46,245 (1)  | 46,209 (3)  | 46,280 (1)  | 46,498 (2)  |
| Zilver | Dajana Eitberger       | Duitsland                      | 3.05,599 | 46,381 (7)  | 46,193 (2)  | 46,577 (7)  | 46,448 (1)  |
| Brons  | Alex Gough             | Canada                         | 3.05,644 | 46,317 (2)  | 46,328 (4)  | 46,425 (3)  | 46,574 (3)  |
| 4      | Tatjana Hüfner         | Duitsland                      | 3.05,713 | 46,322 (3)  | 46,339 (6)  | 46,392 (2)  | 46,660 (5)  |
| 5      | Kimberley McRae        | Canada                         | 3.05,878 | 46,339 (4)  | 46,449 (8)  | 46,480 (4)  | 46,610 (4)  |
| 6      | Erin Hamlin            | Verenigde Staten               | 3.05,912 | 46,357 (6)  | 46,333 (5)  | 46,506 (5)  | 46,716 (8)  |
| 7      | Raluca Strămăturaru    | Roemenië                       | 3.06,288 | 46,469 (8)  | 46,532 (12) | 46,606 (9)  | 46,681 (6)  |
| 8      | Aileen Frisch          | Zuid-Korea                     | 3.06,400 | 46,350 (5)  | 46,456 (9)  | 46,751 (13) | 46,843 (11) |
| 9      | Madeleine Egle         | Oostenrijk                     | 3.06,609 | 46,726 (14) | 46,646 (14) | 46,541 (6)  | 46,696 (7)  |
| 10     | Andrea Vötter          | Italië                         | 3.06,859 | 46,577 (10) | 46,483 (11) | 46,907 (15) | 46,892 (13) |
| 11     | Martina Kocher         | Zwitserland                    | 3.06,893 | 46,837 (17) | 46,657 (15) | 46,638 (11) | 46,761 (10) |
| 12     | Ulla Zirne             | Letland                        | 3.07,102 | 46,471 (9)  | 46,409 (7)  | 47,327 (22) | 46,895 (14) |
| 13     | Brooke Apshkrum        | Canada                         | 3.07,561 | 46,834 (16) | 46,839 (18) | 46,905 (14) | 46,983 (15) |
| 14     | Sandra Robatscher      | Italië                         | 3.07,565 | 46,620 (12) | 47,116 (24) | 47,083 (17) | 46,746 (9)  |
| 15     | Jekaterina Batoerina   | Olympische atleten uit Rusland | 3.07,619 | 47,122 (21) | 46,700 (16) | 46,675 (12) | 47,122 (17) |
| 16     | Elīza Cauce            | Letland                        | 3.07,651 | 47,458 (25) | 46,477 (10) | 46,624 (10) | 47,092 (16) |
| 17     | Hannah Prock           | Oostenrijk                     | 3.07,804 | 46,622 (13) | 46,585 (13) | 47,743 (25) | 46,854 (12) |
| 18     | Sung Eun-ryung         | Zuid-Korea                     | 3.08,250 | 46,918 (18) | 46,851 (20) | 47,205 (18) | 47,276 (18) |
| 19     | Summer Britcher        | Verenigde Staten               | 3.08,334 | 46,829 (15) | 46,132 (1)  | 46,603 (8)  | 48,770 (19) |
| -      | Emily Sweeney          | Verenigde Staten               |          | 46,595 (11) | 46,960 (23) | 46,917 (16) | DNF         |
|        |                        |                                |          |             |             |             |             |
| 20     | Ewa Kuls               | Polen                          |          | 47,037 (20) | 46,933 (22) | 47,212 (19) |             |
| 21     | Olena Schkhumova       | Oekraïne                       |          | 46,950 (19) | 46,844 (19) | 47,751 (26) |             |
| 22     | Kendija Aparjode       | Letland                        |          | 48,103 (27) | 46,927 (21) | 47,296 (21) |             |
| 23     | Katarína Šimoňáková    | Slowakije                      |          | 47,428 (24) | 47,606 (25) | 47,538 (23) |             |
| 24     | Veronica Maria Ravenna | Argentinië                     |          | 47,175 (22) | 47,788 (26) | 47,739 (24) |             |
| 25     | Natalia Wojtuściszyn   | Polen                          |          | 49,133 (29) | 46,736 (17) | 47,290 (20) |             |
| 26     | Tereza Nosková         | Tsjechië                       |          | 47,813 (26) | 48,132 (27) | 47,921 (27) |             |
| 27     | Daria Obratov          | Kroatië                        |          | 48,615 (28) | 48,252 (28) | 48,686 (29) |             |
| 28     | Olena Stezkiw          | Oekraïne                       |          | 50,599 (30) | 48,303 (29) | 47,929 (28) |             |
| -      | Birgit Platzer         | Oostenrijk                     |          | 47,318 (23) | DNF         |             |             |